# Vorwahlen zur Präsidentschaftswahl in Uruguay 2014
Die Vorwahlen zur Präsidentschaftswahl in Uruguay 2014 wurden von den Parteien in Uruguay durchgeführt, um landesweite Kandidaten für die Präsidentschaftswahl in Uruguay 2014 zu bestimmen.
Sie fanden am Sonntag, dem 1. Juni 2014 statt. Bei jeder Partei handelt es sich um landesweite Wahlen, bei denen Delegierte gewählt werden, die dann über den Kandidaten an einem nationalen Parteitag entscheiden werden.
Bei den Vorwahlen wird auch über die Kandidaten für die Kommunalwahlen 2015 entschieden.

## Kandidaten

### Frente Amplio
- Tabaré Vázquez (Sieger)[2], Arzt und Präsident von 2005 bis 2010[3][4]
- Constanza Moreira, Soziologin[3][4]

### Partido Nacional
- Luis Alberto Lacalle Pou (Sieger)[2], Rechtsanwalt und Abgeordneter, Sohn des ehemaligen Präsidenten Luis Alberto Lacalle[3][5]
- Jorge Larrañaga, Rechtsanwalt und Senator[3][5]
- Álvaro Germano, Rechtsanwalt[3]
- Alfredo Oliú, Beamter[3]

### Partido Colorado
- Pedro Bordaberry (Sieger)[2], Rechtsanwalt und Senator, Sohn des ehemaligen Präsidenten Juan María Bordaberry[3]
- José Amorín Batlle, Rechtsanwalt und Senator[3]
- Manuel Flores Silva, Dozent[3]

### Partido Independiente
- Pablo Mieres, Rechtsanwalt, Soziologe und Professor[3]

### Kleinere Parteien
Andere kleinere Parteien werden auch teilnehmen. Sie benötigen mindestens 500 Stimmen.
- Unidad Popular: Gonzalo Abella, Historiker[3]
- Unión para el Cambio: Marcelo Fuentes
- Partido de la Concertación: José Luis Vega
- Partido de los Trabajadores: Rafael Fernández
- Partido Ecologista Radical Intransigente: César Vega
- Unidos por nuestras riquezas naturales: Beatriz Banchero